# عينان مفتوحتان (فلم)
عينان مفتوحتان (بالعبرية: עיניים פקוחות‏) هو فيلم إسرائيلي أنتج عام 2009 تم كتابة السكريبت من قبل الكاتب الإسرائيلي ميراف دوستر.وهو أول فيلم من إخراج المخرج الإسرائيلي هايم تاباكمان. تم إصدار الفيلم في الممكلة المتحدة بتاريخ 14 مايو 2009 من قبل Peccadillo Pictures وتم إنتاج الفيلم بالتعاون بين إسرائيل وفرنسا وألمانيا.

## الحبكة
آرون(زوهار ستراوس), رجل يهودي ارثوذوكسي متزوج، أب لأربعة أطفال يعيش في القدس يتولى العمل في ملحمة كان يملكها والده وذلك بعد وفاة والده. عزري ران دانكير طالب من جامعة ييشيفا عمره 19 عاماً لا يملك منزلاً يمر بالمتجر طالباً استخدام الهاتف. يطلب عزري من آرون أن يعمل لديه في متجر اللحوم لكن آرون يرفض، ولاحقاً، يجد عزري نائماً في كنيس محلي فيعرض عليه أن يبقى في غرفة صغيرة تابعة لمتجر اللحوم. يقوم آرون بتعليم عزري العمل في متجر اللحوم كما يقوم بتشجيعه على دراسة التعاليم الدينية ويشجعه على الاهتمام بما يملك من موهبة في الرسم.
يصبح الرجلان مقربان بعدما يقوم عزري بدعوة آرون للذهاب والقيام بالغسل المقدس في ضاحية قريبة من المدينة. ريفكا، زوجة آرون، ترحب في البداية بصديق زوجها ليكون من ضمن دائرة العائلة. وفي أحد الليالي بعد أن يقوم آرون بالطلب من عزري أن يرسمه، يحاول عزري تقبيل آرون لكن آرون يقوم برفض ذلك. لاحقاً، على كل حال، يحصل الأمر ويصبح الرجلان على علاقة. وبتداً الشكوك تساور ريفكا بعد أن أصبح زوجها يصل إلى البيت متأخراً. رابي فايسبين، صديق العائلة يحذر آرون بعد أن أصبحت علاقته بعزري قوية جداً. قائلاً له أن عزري قد طرد من ييشفا بسبب سلوك غير سوي، لكن آرون يدافع عن عزري. ريفكا، التي تساورها الشكوك المتزايدة، تراهم يغادرون متجر اللحوم في وقت متأخر من الليل. كون آرون رجل متدين ويعيش في مجتمع متعصب، ولديه عائلة وأطفال، فإنه يعيش حالة من الصراع بين مشاعره تجاه عزري وبين الموقف الديني والعائلي والاجتماعي.
يتم أكثر من مرة تحذير آرون أن عزري لديه تأثير سيء، حتى انه لديه لعنة ويتم الطلب من آرون أن يبتعد عنه من قبل السكان المحليين. المتنمرون يبدأون بمحاصرته في الحي ويدعون الناس إلى مقاطعة متجر اللحوم الخاص بآرون. بعد ضغط اجتماعي، وتجاري، وعائلي كبير، يحاول آرون الابتعاد عن عزري لكنه لا يقدر على القيام بذلك. فيواجه رابي فايسبن بذلك قائلاً أن عزري جعله يشعر بأنه حي من جديد. يصادف عزري حبيبه السابق في أحد شوارع الحي وينتهي الأمر بعزري متعرضاً للضرب من قبل بعض المحليين. يشاهد آرون الأمر لكنه لا يقوم بالتدخل. يقوم بمواساة عزري بعد ذلك، لكن كلاهما يدر أنه حان الوقت ليغادر عزري المكان. آرون يصاب بحزن كبير بعد ذلك، طالباً من ريفكا أن تتفهمه وتحميه. يعود لاحقاً في أحد الصباحات الباكرة إلى المكان الذي قام فيه بالحمام المقدس مع عزري في وقت سابق ويغطس تحت الماء لفترة طويلة نسبياً لينتهي الفيلم بتلاشي المشهد إلى السواد.

## الطاقم

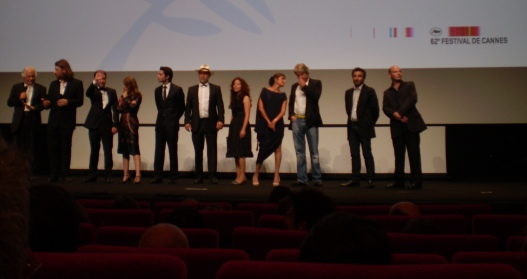
تقديم الفيلم في مهرجان كان السينمائي في 2009

- ران دانكير بدور عزري
- زوهار ستراوس بدور آرون
- رافيت روزين بدور ريفكا فليشمان
- تزاهي غراد بدور رابي فايسبن
- آفي غراينيك بدور صياد إسرائيل
- إيفا زريهين بدور سارا
- ماتي أطلس بدور إيفرايم

## الجوائز
نافس فيلم عيون مفتوحة في مهرجان كان السينمائي الدولي على جائزة نظرة ما.
أفضل فيلم في مهرجان غينت الدولي للسينما عام 2009.

## النقد
تلقى الفيلم مراجعات إيجابية. مجموع المراجعات على روتن توميتوز يبين أن 84% من المراجعات، ومن بينها 32 مراجعة من قبل اختصاصيين، أعطت الفيلم تقييم إيجابي، مع متوسط تققيم 6.9/10. أ. و. سكوت من مجلة نيويورك تايمز كتب مراجعة إيجابية للفيلم تبين أن الفيلم «ينتقل بشكل بطيء وصبور عبر معاناة روح، مسلطاً الضوء من خلال ذلك على مشاعر قوية مخفية.»

## وصلات خارجية
- مقالات تستعمل روابط فنية بلا صلة مع ويكي بيانات
- Eyes Wide Open at Rotten Tomatoes
- Bluefat review (بالإنجليزية)